# Przejście graniczne Netafim
Przejście graniczne Netafim (ang. Netafim Border Crossing; hebr. מעבר נטפים) – nieczynne izraelsko-egipskie drogowe przejście graniczne położone w południowej części pustyni Negew, w egipskiej muhafazie Synaj Południowy i izraelskim Dystrykcie Południowym, w odległości około 12 km na północ od miasta Ejlat.
Przejście graniczne jest administrowane przez Zarząd Izraelskich Portów Lotniczych (hebr. רשות שדות התעופה בישראל; ang. Israel Airports Authority) oraz władze Egiptu.

## Historia
Siły Obronne Izraela opanowały ten region 10 marca 1948 podczas wojny o niepodległość. Armia od samego początku rozumiała strategiczne znaczenie tego obszaru i podczas kryzysu sueskiego w 1956 wykorzystała go do przeprowadzenia natarcia, które umożliwiło przejęcie kontroli nad półwyspem Synaj.
W 1980 kontrolę nad przejściem granicznym przekazano Zarządowi Izraelskich Portów Lotniczych.

## Plany rozwoju
Istnieją plany ponownego otwarcia przejścia granicznego, które w okresie świąt i wakacji mogłoby się stać alternatywnym przejściem dla przejścia granicznego Taba.

## Komunikacja
Po stronie izraelskiej przy przejściu granicznym przebiega droga ekspresowa nr 12  (Ne’ot Semadar-Ejlat). Po stronie egipskiej lokalna droga prowadzi do pobliskiego portu lotniczego Taba.